# Віталій Наливкін
Віталій Іванович Наливкін (рос. Вита́лий Ива́нович Нали́вкин) — сатиричний вигаданий персонаж скетч-шоу, «народний депутат» та «голова виконавчого комітету» міста Уссурійська.

## Образ Віталія Наливкіна
Збірний образ Віталія Наливкіна був створений колективом, в який входять актори і колишні телевізійники. Автором подається Андрій Клочков, який виступає одночасно як режисер і продюсер, а також він пише сценарії. Самого Наливкіна грає Андрій Неретін. У серії роликів, викладених на YouTube-каналі BARAKuda та інших соціальних мережах, «голова виконавчого комітету Наливкін» ефективно і радикально вирішує різноманітні проблеми Уссурійська, пародіюючи місцевих чиновників. Перший ролик був опублікований в квітні 2019 року і до червня 2020 року їх було вже більше 30. Тривалість роликів кожен раз варіюється, що дозволяє розміщувати відео не тільки на YouTube, але і в Instagram. Ролики добре стилізовані під новинні репортажі регіональних ЗМІ, що вводить в оману глядачів, незважаючи на очевидний абсурд того, що відбувається на екрані. За словами Андрія Клочкова, глядачі часто спочатку обурюються і навіть залишають обурені коментарі, але потім розуміють задум творців і стають шанувальниками депутата Наливкіна. Персонаж отримав високу популярність спочатку в Уссурійську, а потім отримав популярність і по всій країні.

Андрій Клочков так пояснює концепцію «Депутата Наливкіна»:
Ми ніколи не ставили перед собою мети робити сатиру на владу чи на органи [правопорядку]. Кожен знаходить в нашій творчості щось своє і сам визначає, над чим йому там сміятися. Там же цілий букет. Можна сміятися над корупціонером, над депутатом, над абсурдом, який твориться на відео, або над телеканалами, які їхня увага зосереджується на кожен чих якогось чиновника, наче це подія вселенського масштабу. Хтось бачить і сатиру…

## Реакція влади
11 червня 2020 року з'явилося повідомлення, що поліція перевіряє відео «Віталій Наливкін бореться з корупцією»:
Поширивши інформацію, режисер відеоролика висловив явну неповагу до органів державної влади, дискредитувавши тим самим співробітників органів внутрішніх справ.
В даному ролику, зробленому у форматі новин, Наливкін «викриває» підполковника МВС, на квартирі в якого знаходять «сотні кілограмів» грошей готівкою. Спочатку творців ролика викликали на допит і оштрафували, а потім Андрій Неретін, що грав Наливкіна, був затриманий і підданий адміністративному арешту на 5 діб, за офіційною версією — «за нецензурну лайку». З точки зору Андрія Клочкова, правоохоронним органам не сподобалися жарти на їхню адресу: «У них просто підгоріло одне місце».
Вийшовши на свободу, Андрій Неретін знявся в новому ролику, де в образі Наливкіна подякував поліцейським Уссурійська: «Тільки завдяки їм про нас дізналося більше людей, і ми вийшли на всеросійський рівень».
На думку продюсера проєкту Андрія Клочкова, саме через раніші пародійні сюжети у тому числі за відеоролик «Віталій Наливкін запобіг теракту», де псевдочиновник Наливкін з гранатомета підриває білборд партії «Єдиної Росії», актор Андрій Неретін зігравший головного персонажа знову отримав 2 доби ув'язнення і 500 рублів штрафу, а акторку Ларису Кривоносову як Марину Вульф в образі речниці МВС РФ генерал-майора Ірини Волк, оштрафували на 1 тисячу рублів й запроторили на 10 діб арешту. За версією же російських правоохоронців, Неретіна покарано за лайку в громадському місці, а Кривоносову за носіння поліцейської форми та попередні проблеми із законом.

## Наливкін і Хабаровськ
3 серпня увагу ЗМІ привернув новий ролик, на якому депутат Віталій Наливкін «затримав» т.в.о. губернатора Хабаровського краю Михайла Дегтярьова. У ролику відзначили, що можуть передати затриманого в Москву, в обмін на колишнього губернатора Сергія Фургала. А поки керувати Хабаровським краєм буде сам Віталій Наливкін.

## Смерть актора
5 жовтня 2024 року Андрій Неретін, актор, відомий за роллю Віталія Налівкіна, помер. Офіційний YouTube-канал BARAKuda, який випускає відео з участю цього персонажа, підтвердив, що Неретін останніми роками боровся з алкогольною залежністю і проходив лікування. Однак пізніше він повернувся до шкідливих звичок, що, ймовірно, вплинуло на погіршення його здоров'я та стало однією з можливих причин смерті. 
"Прощай, Наливкин" — відео на каналі BARAKuda, в якому оголошується про смерть актора